# Kōichi Higashi
Kōichi Higashi (japanisch 東 幸一 Higashi Kōichi; * 23. August 1978 in der Präfektur Nara) ist ein ehemaliger japanischer Fußballspieler.

## Karriere
Higashi erlernte das Fußballspielen in der Schulmannschaft der Nara Ikuei High School und der Universitätsmannschaft der Tenri-Universität. Seinen ersten Vertrag unterschrieb er 2001 bei den Sagan Tosu. Der Verein spielte in der zweithöchsten Liga des Landes, der J2 League. Für den Verein absolvierte er 27 Ligaspiele. Im Juli 2002 beendete er seine Karriere als Fußballspieler. Danach spielte er bei den Nara Club (2008–2010).